# Верхняя Барабановка
Верхняя Барабановка (баш. Үрге Барабановка) — деревня в Янаульском районе Башкортостана России. Входит в состав Максимовского сельсовета. 

## География

### Географическое положение
Расстояние до:
- районного центра (Янаул): 32 км,
- центра сельсовета (Максимово): 5 км,
- ближайшей ж/д станции (Янаул): 32 км.

## История
Деревня основана ясачными удмуртами на вотчинных землях башкир Уранской волости Осинской дороги по договору 1673 года о припуске под названием Елов. В 1748 году учтена вместе с деревней Большой Барабан. Договор о припуске был подтвержден в 1792 году. По ревизии 1816 года в деревне было лишь 10 дворов. В 1834 году в деревне Верхняя Барабановка (Усак) проживал 171 удмурт, перешедший к тому времени в сословие тептярей. В 1859 году — 236 человек, занимавшихся сельским хозяйством и лесными промыслами, в 35 дворах.
В 1896 году в деревне Новокыргинской волости IV стана Бирского уезда Уфимской губернии — 76 дворов и 480 жителей (251 мужчина, 229 женщин).
В 1906 году — 505 жителей, бакалейная лавка.
В 1920 году по официальным данным в деревне той же волости 99 дворов и 468 жителей (212 мужчин, 256 женщин), по данным подворного подсчета — 514 удмуртов, 4 русских и 2 башкира в 100 хозяйствах. В 1926 году деревня относилась к Янауловской волости Бирского кантона Башкирской АССР.
В 1939 году население деревни составляло 468 человек, в 1959 году — 407 жителей.
В 1982 году население — около 360 человек.
В 1989 году — 281 человек (126 мужчин, 155 женщин).
В 2002 году — 257 человек (113 мужчин, 144 женщины), удмурты (98 %).
В 2010 году — 196 человек (85 мужчин, 111 женщин).
В деревне есть фельдшерско-акушерский пункт, клуб.

## Население
| 2002 | 2009 | 2010 |
| ---- | ---- | ---- |
| 257  | ↘242 | ↘196 |